# Ivanje (Prijepolje)
Pour les articles homonymes, voir Ivanje.
Ivanje (en serbe cyrillique : Ивање) est une localité de Serbie située dans la municipalité de Prijepolje, district de Zlatibor. Au recensement de 2011, elle comptait 1 171 habitants.
Ivanje est officiellement classé parmi les villages de Serbie.

## Démographie

### Évolution historique de la population
| 1948 | 1953 | 1961 | 1971 | 1981 | 1991  | 2002  | 2011  |
| ---- | ---- | ---- | ---- | ---- | ----- | ----- | ----- |
| 397  | 448  | 519  | 595  | 824  | 1 121 | 1 140 | 1 171 |

|  |